# روكو
روكو هي علامة تجارية تتمثل في أنظمة تشغيل للتلفزيونات الذكية وتصنيع تلفزيونات ذكية وأجهزة للبث وأجهزة المنزل اذكي والصوتيات التي تصنع وتباع من قبل شركة روكو، ومقرها في سان خوسيه، كاليفورنيا.
. توفر منتجات التلفزيون الذكية من Roku في المقام الأول إمكانية الوصول إلى محتوى الوسائط المتدفقة ، بما في ذلك التلفزة عبر الإنترنت.

## التاريخ
تأسست شركة روكو على يد أنتوني وود في 2002 الذي كان المؤسس لشركة Replay Tv لمسجلات الفيديو الرقمية وبعد فشل الشركة عملت شركة وود مع شركة نتفلكس على مشروع اسمه Griffin لجعل المستخدمين يشاهدون نتفلكس على أجهزة التلفاز.
وبعد أسبوعين فقط قبل إطلاق المشروع للعلن قام رئيس شركة نتفلكس (ريد هاستنج) بعمل قرار من شأنه أن يعيق ترتيبات الترخيص مع أطراف ثالثة، مما قد يؤدي إلى إبعاد Netflix عن منصات أخرى مماثلة، وبالتالي يؤدي إلى وقف المشروع.
قررت Netflix بدلاً من ذلك قررت فصل الشركة عنها، وأصدرت Roku أول جهاز استقبال لها في عام 2008. وفي عام 2010، بدأت الشركة في تقديم نماذج ذات إمكانيات متنوعة، والتي أصبحت في النهاية نموذج أعمالها القياسي. في عام 2014، عقدت Roku شراكة مع الشركات المصنعة للتلفزيونات الذكية لإنتاج أجهزة تلفزيون مزودة بوظائف Roku المدمجة. في عام 2015.

## مشغلات البث لروكو

### الجيل الاول
تم إطلاق أول طراز لروكو DVP N1000 في 20 مايو عام 2008.
تم تطويره بالشراكة مع Netflix ليكون بمثابة جهاز فك التشفير المستقل لخدمة "المشاهدة الفورية" التي تم تقديمها مؤخرًا. كان الهدف هو إنتاج جهاز ذو مساحة صغيرة يمكن بيعه بتكلفة منخفضة مقارنة بمسجلات الفيديو الرقمية الأكبر حجمًا ووحدات تحكم ألعاب الفيديو. ويتميز بوحدة فك ترميز الفيديو NXP PNX8935 التي تدعم كلاً من التنسيقات القياسية وعالية الوضوح حتى 720 بكسل. وتحديثات البرامج التلقائية، بما في ذلك إضافة قنوات جديدة لخدمات الفيديو الأخرى.

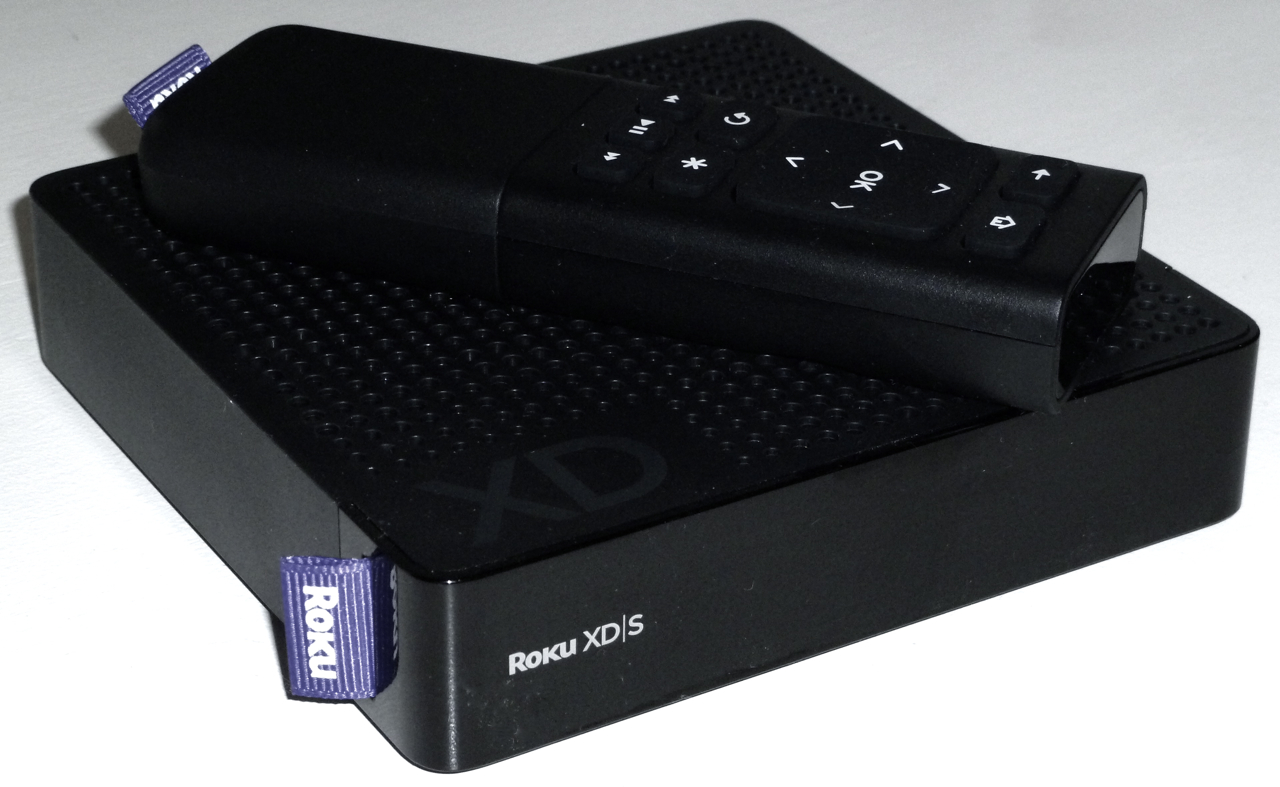
عامل الشكل الأصلي XD/S

### الجيل الثاني

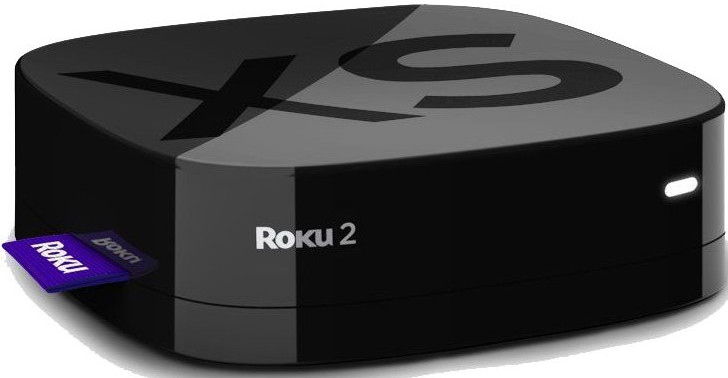
روكو 2 اكس اس

في يوليو 2011، كشفت Roku عن جيلها الثاني من المشغلات، والتي تحمل العلامة التجارية Roku 2 HD وXD وXS.
تشتمل جميع الطرز الثلاثة على 802.11n، وتضيف أيضًا فتحات microSD وBluetooth. يدعم الطرازان XD وXS بدقة 1080 بكسل، ويتضمن طراز XS فقط موصل Ethernet ومنفذ USB. كما أنها تدعم "Roku Game Remote" - جهاز تحكم عن بعد يعمل بتقنية Bluetooth مع دعم وحدة التحكم في الحركة للألعاب، والذي تم تضمينه مع XS وبيعه بشكل منفصل للطرز الأخرى. تم الكشف عن Roku LT في أكتوبر، كنموذج للمبتدئين بدون دعم Bluetooth أو microSD.

### الجيل الثالث
كشفت روكو عن موديلاتها من الجيل الثالث في مارس 2013، روكو 3 وروكو 2.
يحتوي Roku 3 على وحدة معالجة مركزية تمت ترقيتها عبر 2 XS، وجهاز تحكم عن بعد Wi-Fi Direct مع مقبس سماعة رأس مدمج. يتميز Roku 2 بوحدة المعالجة المركزية الأسرع. أضاف تحديث البرنامج في أكتوبر 2014 دعمًا لتقنية Miracast اللاسلكية من نظير إلى نظير.

### الجيل الرابع
في أكتوبر 2015، قدمت Roku جهاز Roku 4؛ يحتوي الجهاز على أجهزة تمت ترقيتها مع دعم فيديو بدقة 4K، بالإضافة إلى اتصال لاسلكي.

### الجيل الخامس
في سبتمبر 2016، قامت Roku بتجديد تشكيلة مشغلات البث بالكامل بخمسة موديلات جديدة (Roku Express، وRoku Express+، وRoku Premiere، وRoku Premiere+، وRoku Ultra)
يدعم Roku Premiere+ وRoku Ultra فيديو HDR باستخدام خاصية HDR10.

### الجيل السادس
في أكتوبر 2017، قدمت روكو جيلها السادس من المنتجات.

### الجيل السابع والثامن
في سبتمبر 2018، قدمت روكو الجيل السابع من منتجاتها.
بينما في سبتمبر 2019، قدمت روكو الجيل الثامن, وفي نفس العام، أعلنت Netflix أنها ستتوقف عن دعم الأجيال الأقدم من Roku، بما في ذلك Roku HD وHD-XR وSD وXD وXDS، بالإضافة إلى XD وXDS التي تحمل العلامة التجارية NetGear بدءًا من 1 ديسمبر 2019. كانت قد حذرت في عام 2015 من أنها ستتوقف عن تحديث اللاعبين الذين تم تصنيعهم في مايو 2011 أو قبل ذلك، وكانت هذه الأجهزة القديمة من بينها.

### الجيل التاسع والعاشر
في 28 سبتمبر 2020، طرحت شركة Roku الجيل التاسع من المنتجات وأيضاً في في 20 سبتمبر 2021، قدمت روكو الجيل العاشر.
في 15 نوفمبر 2021، أعلنت Roku عن النموذج الإقتصادي Roku LE (3930S3) ليتم بيعه في Walmart، حتى نفاذ الكمية. الذي كان يفتقر إلى دعم خاصية 4K وHDR10، مما يجعل ميزاته مشابهة لتلك الموجودة في 2019 Roku Express (3930). له نفس عامل الشكل مثل Roku Express لعام 2019، باستثناء أن الغلاف البلاستيكي أبيض وليس أسود.